# Aṙak‘el Mirzoyan
Aṙak‘el Mirzoyan (in armeno Առաքել Միրզոյան?; Baghramyan, 21 ottobre 1989) è un ex sollevatore armeno vice-campione mondiale e campione europeo che ha gareggiato nelle categorie dei pesi leggeri (fino a 69 kg.), dei pesi medi (fino a 77 kg.) e dei pesi massimi leggeri (fino a 85 kg.).

## Carriera
Figlio del sollevatore Oksen Mirzoyan, campione olimpico di ai Giochi di Seul 1988, Aṙak‘el Mirzoyan ha iniziato da bambino a sollevare pesi sotto la guida del padre.
Dopo aver ottenuto ottimi risultati nelle categorie giovanili, nel 2009, non ancora ventenne, si è laureato campione europeo nella categoria dei pesi leggeri ai Campionati europei di Bucarest, sollevando 336 kg. nel totale e terminando davanti al francese di origine camerunense Vencelas Dabaya-Tientcheu (333 kg.) ed al russo Vladislav Lukanin (330 kg.).
Nello stesso anno, ai Campionati mondiali di Goyang, ha vinto la medaglia d'argento mondiale con 334 kg. nel totale, battuto solamente dal campione olimpico Liao Hui (346 kg.).
L'anno successivo Aṙak‘el Mirzoyan è passato alla categoria superiore dei pesi medi, riscontrando diverse difficoltà ad adattarsi alla nuova categoria e non riuscendo ad ottenere buoni risultati per alcuni anni.
Nel 2012 ha deciso di ritornare alla categoria dei pesi leggeri ed ha partecipato alle Olimpiadi di Londra 2012, dove però è terminato fuori classifica avendo fallito i tre tentativi della prova di slancio, dopo aver chiuso al 2º posto nella prova di strappo.
In seguito la carriera di Aṙak‘el Mirzoyan è continuata senza risultati rilevanti fino alle Olimpiadi di Rio de Janeiro 2016, dove si è presentato nella categoria dei pesi massimi leggeri, ma non riuscendo anche in questa occasione a fare classifica, in quanto ha abbandonato la competizione dopo la prova di strappo conclusa in nona posizione.